# Муравенко, Ольга Викторовна
Ольга Викторовна Муравенко — учёный-генетик, лауреат премии имени А. А. Баева (2004).
В 1981 году — окончила биологический факультет МГУ, после чего работала стажером-исследователем, а затем аспирантом Института молекулярной биологии имени Энгельгардта РАН.
В 1988 году — защитила кандидатскую диссертацию, специальность — генетика.
Более 10 лет работала в Каролинском институте (Стокгольм, Швеция) как стипендиат Шведского института и приглашенный научный сотрудник, проводила исследования в области физического картирования хромосом человека и онкогеномики.
С 2004 года работает в области преимплатационной диагностики с использованием молекулярно-цитогенетического метода — флуоресцентной гибридизации in situ.
С 2006 года — заведует лабораторией молекулярной кариологии.
В 2010 году — защитила докторскую диссертацию, тема: «Хромосомная организация геномов растений с хромосомами малых размеров или малоинформативным рисунком дифференциального окрашивания».
В 2012 году — присвоено звание профессора.
Автор более 100 научных публикаций.

## Награды
- Премия имени А. А. Баева (совместно с А. В. Зелениным, Е. Д. Бадаевой, за 2004 год) — за цикл работ «Геномно-хромосомный анализ высших организмов»